# Проклятие Шалиона (роман)
«Проклятие Шалиона» (англ. The Curse of Chalion) — роман-фэнтези Лоис Макмастер Буджолд, опубликованный в августе 2001 года. В 2002 году роман получил Мифопоэтическую премию. Основной сюжет книги и его сиквела «Паладин душ» (2003) разворачивается в средневековом королевстве Шалион. Сам фентазийный мир, который включает в себя Шалион и несколько других королевств, чем-то напоминает эпоху Возрождения. Пантеоном этого мира является семья из пятерых богов, которые проявляют себя через посредство людей — так называемых Святых.

## Сюжет
Книга начинается с того, как главный герой, Люп ди Кэсерил, кастилар (рыцарь или незначительный барон), возвращается домой, будучи преданным и не по своей вине на длительный срок сделавшийся галерным рабом. Больше чем через полгода он наконец-то возвращается на двор своего давнего благородного покровителя, у которого в своё время служил пажом. Он пережил многое во время своего многомесячного рабства, да и сама жизнь его сильно потрепала, и единственное, чего он хочет, — покоя и убежища на своей родине. Его старая патронесса делает его наставником и доверенным лицом юной принцессы Исель, сестры короля. После этого Кэсерил вновь оказывается в водовороте дворцовых интриг, сталкивается со своими давними и смертельными врагами, а также стремится рассеять странное изнурительное проклятие, которое нависает над королевской семьёй Шалиона.

## Главный герой
Поначалу главный герой «Проклятия Шалиона», повидавший и узнавший жизнью не с самой лучшей стороны, слегка напоминает другого известного литературного персонажа Лоис Макмастер Буджолд — Майлза Форкосигана, но очень скоро автор дает понять, что на самом деле это сходство лишь кажущееся.
Люп ди Кэсерил, опытный человек, успевший побывать не только придворным и военачальником средней руки, но и галерным рабом, и нищим изгоем, неплохо разбирается в людях и ориентируется в запутанных коридорах власти. Несмотря на то, что после пыток, рабства на галерах и изнурительного возвращения к себе на родину его тело не то, что прежде, да и сам он уже не молод, он ещё может постоять за себя, в том числе и с оружием в руках. Преданность Кэсерила королевской семье и его самоотверженность настолько велики, что он готов обратиться к самоубийственной чёрной магии, чтобы отвести беду от принцессы и её молодой подруги леди Бетрис, в которую он тайно влюблен.

## Премии и номинации
- 2002 — Мифопоэтическая премия в категории «Мифопоэтическая премия за произведение для взрослых»[2]
- 2002 — Номинации на Всемирную премию фэнтези в категории «Роман»
- 2002 — Номинации на Хьюго в категории «Роман»
- 2005 — Номинации на Немецкую фантастическую премию в категории «Переводной роман»